# Al-Nasir Hasan av Egypten
Al-Nasir Hasan, död 1361, var en egyptisk sultan. Han var sultan i Egypten 1347-1351 och 1355-1361.
Under hans regeringstid ägde digerdöden rum. När den nådde Kairo flydde han till sitt residens Siryaqus på landet utanför staden, där han kvarblev från 25 september till 22 december 1348, medan pesten ägde rum i Kairo.